# Classe Bremen (croiseur)
Pour les autres classes de navires du même nom, voir Classe Bremen.
La classe Bremen, aussi appelée classe Hamburg, est une classe de croiseur léger de la Kaiserliche Marine. Les sept navires de cette classe ont été baptisés par des noms de villes, une tradition qui existe encore aujourd'hui.

## Projet
La classe Bremen est conçue comme un projet officiel de 1901 à 1903. Elle présente des dimensions un peu plus grandes et une puissance un peu plus grande que la classe Gazelle. Le SMS Lübeck est légèrement différent, car il est le premier navire de la marine allemande à fonctionner avec une turbine.

## Construction
Les deux navires construits selon le projet initial, le SMS Leipzig et le SMS Danzig, se distinguent par leurs cheminées verticales et un mât de misaine. Les autres navires seront construits selon un modèle similaire. Toutefois leurs cheminées ne sont couvertes qu'à moitié et ils ont une poupe similaires à la classe Kolberg.